# Дудченко, Виталий Иванович
Виталий Иванович Дудченко (род.  13 июля 1937, пгт Недригайлов Недригайловского района, теперь Сумской области) — украинский деятель, председатель Одесского областного совета профессиональных союзов. Народный депутат Украины 1-го созыва. 

## Биография
Родился в семье служащих.
Окончил Одесский сельскохозяйственный институт, ученый агроном.
В 1959-1962 годах — управляющий отделением совхоза «Родина» Беляевского района Одесской области.
Член КПСС с 1962 по 1991 год.
В 1962-1968 годах — директор совхоза «Каменский» Одесской области.
В 1968-1970 годах — начальник Великомихайловского районного производственного управления сельского хозяйства Одесской области.
В 1970-1982 годах — 1-й секретарь Великомихайловского районного комитета КПУ Одесской области. Окончил Высшую партийную школу при ЦК КПУ.
В 1982-1986 годах — председатель Одесского областного комитета народного контроля.
В 1986-1997 годах — председатель Одесского областного совета профессиональных союзов, председатель совета федерации профессиональных союзов Одесской области.
18.03.1990 избран народным депутатом Украины, 2-й тур 51.11% голосов, 3 претендента. Член Комиссии ВР Украины по вопросам законодательства и законности.
Потом — на пенсии.

## Награды
- орден Ленина
- орден Октябрьской Революции
- орден Трудового Красного Знамени
- орден «Знак Почёта»
- медали